# Welbourn
Welbourn – wieś w Anglii, w hrabstwie Lincolnshire, w dystrykcie North Kesteven. Leży 19 km na południe od Lincoln i 176 km na północ od Londynu.